# Dambel
Dambel är en ort och kommun i provinsen Trento i regionen Trentino-Sydtyrolen i Italien. Kommunen hade 429 invånare (2018).